# Незгоде и инциденти Аерофлота 1950-их
Следи списак незгода и инцидената које је Аерофлот доживео 1950-их година. Најсмртоноснији догађај који је се десио током деценије био је у октобру 1958. године, када се Тупољев Ту-104 срушио на путу до Јекатеринбурга, потом је лоциран у руској ССР, усмртивпи свих 80 особа у авиону. У погледу смртних случајева, незгода је рангирана као осма најгора незгода која је укључивала Ту-104, од јула 2016. године. Још један авион тог типа био је укључен у другу најсмртоноснију незгоду коју је авионска компанија доживела у овој деценији, овог пута у аугусту 1958. године, када је 64 људи погинуло када се авион срушио близу Чите. Реп Ту-104 је модификован и плафон је спуштен услед ове две незгоде.
Број забележених смртних случајева у незгодама Аерофлота током деценије је порастао на 1059; Такође, 104 авиона је отписано у незгодама или инцидентима, подељен у један Антонов Ан-10, 11 Антонов Ан-2, два Авиа 14П, 28 Иљушин Ил-12, 14 Иљушин Ил-14, један Иљушин Ил-18, 42 Лисунов Ли-2, 3 ТС-62 и 2 Тупољев Ту-104. Већина смртоносних незгода се догодила у границама Совјетског Савеза. Невољност совјетске владе за јавно признавање појава таквих догађаја може довести до тога да су ове бројке биле и веће, јер су фатални догађаји били признати само када је било странаца у срушеном авиону, када се незгода догодила у иностранству или су дошли до информација из неких разлога.

## Листа незгода
| Датум               | Локација                      | Авион          | Регистрација авиона | Дивизија авиона                              | Штета на авиону | Фаталност | Опис | Реф.                        |
| ------------------- | ----------------------------- | -------------- | ------------------- | -------------------------------------------- | --------------- | --------- | --- | --------------------------- |
| 7. април 1950.      | Кијев                         | Лисунов Ли-2   | CCCP-Л4411          | Украјина                                     | Отпис           | 0         | Принудно је слетео због недостатка горива након неколико поновљених покушаја слетања на аеродром Жулиани због лошег времена. Авион је превозио путнике на релацији Харков-Кијев. | [ 3 ]                       |
| 17. април 1950.     | Витим                         | Даглас DC-3    | CCCP-Л862           | Источни Сибир                                | Отпис           | 10/20     | Пет минута од почетка лета, леви мотор је почео да ради грубо, а касније се и запалио. Ватра се проширила у труп кроз систем грејања. На 2000 м запаљени мотор је отпао, али је авион наставио да губи надморску висину. На 300–400 m, екипа је успела да се извуче из пада и да направи принудно слетање 29 км југозападно од Витима. Два минута након слетања, резервоар за гориво је експлодирао и авион је изгорео. Авион је превозио путнике на релацији Иркутск-Ољокминск-Киренск-Јакутск. | [ 4 ]                       |
| 19. јул 1950.       | Аеродром Тбилиси              | Иљушин Ил-12   | CCCP-Л1340          | Грузијска Совјетска Социјалистичка Република | Отпис           | 4/11      | Авион је имао пробни лет; заједно са пет чланова посаде, било је шест недозвољених путника. Пилот је одступио од обе процедуре и опсега клизања, а авион је ударио врх брда на 175 м, који није био на мапи. | [ 5 ]                       |
| 30. јул 1950.       | Караганди                     | Ил-12П         | CCCP-Л1803          | Казахстан                                    | Отпис           | 25/25     | Срушио се приликом приступа аеродрому Караганди. Авион је полетео са истог аеродрома са путницима када је посада одлучила да се врати назад због неуспеха преносног мотора. | [ 6 ]                       |
| 11. август 1950.    | Свердоловск                   | Ил-12П         | CCCP-Л1706          | Москва                                       | Отпис           | 2/27      | Ударио је дрво и срушио се док је прилазио Свердловску због магле док је летео превише ниско. Авион је летео са путницима на релацији Хабаровск-Омск-Свердловск-Москва. | [ 7 ]                       |
| 9. новембар 1950.   | Туруханск                     | ТС-62          | CCCP-Л1098          | Краснојарска Покрајина                       | Отпис           | 2/12      | Док је летео ка Дудинке, посада је улетела у лоше време и није успела да пронађе Дудинку, па су одлучили да се врате у Туруханск. На повратку се лед формирао на крилима. Када је спуштена опрема за слетање, авион је изгубио брзину и надморску висину. Авион се затим зауставио и срушио се у отвореној шуми 2 км североисточно од аеродрома Туруханск. Авион је летео на редовној домаћој путничкој линији Краснојарск-Туруханск-Дудинка. | [ 8 ]                       |
| 27. децембар 1950.  | Минжилки                      | Лисунов Ли-2   | CCCP-Л4003          | Узбекистан                                   | Отпис           | 8/8       | Авион је био у лету због прављења ваздушних фотографија. После заустављања у Џузаље, авион је тада полетео за Туркестан, иако је посада била несвесна да су јаки ветрови гурали авион са курса за 72 км. Авион се затим срушио у планину Минжилги на 2.050 м. | [ 9 ]                       |
| 9. јануар 1951.     | Туапсе                        | Ил-12П         | CCCP-Л1811          | Москва                                       | Отпис           | 8/8       | Авион је завршавао свој редован домаћи путнички лет на релацији Москва-Краснодар-Сочи. Док се спуштао преко Црног мора за Сочи, муња је погодила авион на 900 м. Леви задњи резервоар за гориво је експлодирао, због чега је и започела ватру. Посада је изгубила контролу и авион се срушио у Црном мору. | [ 10 ]                      |
| 9. јануар 1951.     | Казањ                         | Лисунов Ли-2   | CCCP-Л4359          | Западни Сибир                                | Отпис           | 6/6       | Док су се приближавали слетању у Казањ, авион је наишао на услове залеђивања и облаке. Прозори кокпита су се замрзнули. Десно крило је ударило у врх радијског стуба на 130 м и разбио део крила. Авион је наставио да лети још 220-250 м све док се није срушио у пољу. | [ 11 ]                      |
| 19. март 1951.      | Свердловск                    | Ил-12П         | CCCP-Л1319          | Западни Сибир                                | Отпис           | 0         | Приликом приближавања Свердловску авион је налетео на услове залеђивања и прозори кокпита су се замрзли. Приликом слетања посада није пратила инструменте, а касније је спустила опрему за слетање. Након што су мотори почели да се гасе, авион је изненада изгубио надморску висину и срушио се 2 км од писте. Авион је летео са путницима на релацији Москва-Казањ-Свердловск-Новосибирск. | [ 12 ]                      |
| 25. март 1951.      | Искра                         | Лисунов Ли-2   | CCCP-Л4790          | Источни Сибир                                | Отпис           | 12/13     | Убрзо након полетања из Иркутске ноћу, авион је наишао на ниске облаке, лоше време, тешке турбуленције и услове залеђивања. Авион је летео ниско и скренуо је са курса. Посада је случајно померила пропелер број два, што је довело до губитка надморске висине. Авион се спуштао док није ударио у дрвеће и изгубио контролу, заустављајући се и слупао се наопако на падини шумовитог брда. Једини преживели, иако је био озбиљно повређен, пронађен је десет дана касније. Авион је летео на домаћој релацији Иркутск-Чита-Јакутск. Истрагом је откривено да је капетан био пијан и да је копилот лиценциран да управља са По-2, а не са Ли-2. | [ 13 ] [ 14 ]               |
| 28. март 1951.      | Спилве аеродром               | Лисунов Ли-2   | CCCP-Л4198          | Летонија                                     | Отпис           | 0         | Авион је летео тестни лет, упркос лошем времену. Видљивост је брзо опадала док је авион слетао на киши и авион је преурањено слетео док су ниско летели. Авион је ударио у обалу реке и срушио се. | [ 15 ]                      |
| 29. март 1951.      | Москва                        | Ил-12П         | CCCP-Л1313          | Москва                                       | Отпис           | 3/8       | После ремонта у објекту АРБ-400 на аеродрому Внуково, авион је кренуо да изврши пробни лет, упркос слабој видљивости. Посада је изгубила просторну оријентацију због неисправног компаса. Контрола ваздушног саобраћаја је саветовала посаду да слети одмах, али посада је инсистирала на слетању на Внуково. Посада је лоцирала аеродром, и даље при слабој видљивости и започела је приступ слетању, али је извршила скретање након што је авион био далеко од леве стране писте. Авион је потом преусмерен на аеродром северозападно од Москве, али посада није успела да га лоцира и вратила се у Внуково, где је авион направио други приступ, током којег је десни пропелер ударио врх радио-кула. Авион је кренуо да се спушта удесно, ударио у дрвеће и срушио се. | [ 16 ]                      |
| 8. април 1951.      | Мама                          | Лисунов Ли-2   | CCCP-Л4467          | Источни Сибир                                | Отпис           | 8/8       | Авион је летео са теретом на релацији Киренск-Уст-Кут-Мама-Киренск. Током другог лета до Маме посада се због лошег времена преусмерила у Бодајбо. Посада је добила дозволу да слети у Маму, али комуникација је изгубљена после тога. Авион се срушио у шуми 18 км од аеродрома на обали реке Витим, а реп авиона је вирио преко смрзнуте реке. | [ 17 ] [ 18 ]               |
| 21. април 1951.     | Непознато                     | Антонов Ан-2   | CCCP-A2597          | Краснојарск                                  | Отпис           | 4/4       | Нестао је током превоза терета на релацији Кзил-Абакан. Авион је кренуо из Кзила упркос лошем времену на путу лета. Олупина никада није пронађена. | [ 19 ] [ 20 ]               |
| 12. август 1951.    | Виљујск                       | Лисунов Ли-2   | CCCP-Л4314          | Јакут                                        | Отпис           | 2/16      | Авион је летео на релацији Иакутск-Вилиуиск-Ниурба. Одмах након полетања, леви пропелер је престао да ради. Посада је повећала десну снагу мотора и припремила се за скретање. Док су се окретали, десни мотор се прегрејао. Посада је смањила снагу мотора и авион је почео да кружи. Посада је покушала да се окрене још једном, али десни мотор је престао са радом, што је довело до губитка брзине и висине. Док су скретали улево, авион је почео да се окреће улево и ударио је у земљу, уништивши кокпит и раздвојивши труп у два дела. Лево крило се такође раздвојило. | [ 21 ] [ 22 ]               |
| 23. август 1951.    | Канаш                         | Лисунов Ли-2   | CCCP-Л1271          | Москва                                       | Отпис           | 0         | Принудно је слетео 120 км југозападно од аеродрома Казањ због недостатка горива након што је посада постала дезоријентисана. | [ 23 ]                      |
| 7. септембар 1951.  | Горбовичи                     | An-2T          | CCCP-A2583          | Украјина                                     | Отпис           | 5/5       | Распао се у ваздуху и срушио се током тренинг лета због грешке у дизајну и дефекта у производњи. | [ 24 ]                      |
| 1. октобар 1951.    | Краснојарска Покрајина        | Лисунов Ли-2   | CCCP-Л4775          | Краснојарск                                  | Отпис           | 6/15      | Срушио се у шуми. Авион је летео на 50-200 м, зависно од висине облака; авион је неколико пута летио кроз облаке. Након што је прелетео реку Курејка, авион се спустио 50-70 м. Док су падали низбрдо, пропелери и крила су закачили крошње дрвећа. Пилот је преузео контролу како би избегао судар са брдом, али лева страна репа је ударила у дрвеће. Након 180 степени окретања, брзина је изгубљена и авион се срушио. Авион је превозио путнике на линији Краснојарск-Туруханск-Надежда. | [ 25 ] [ 26 ]               |
| 11. октобар 1951.   | Богданович                    | Лисунов Ли-2   | CCCP-Л4416          | Урал                                         | Отпис           | 1/10      | Ударио се у мочварно подручје 70 km од аеродрома Колтсово због дезоријентације посаде и недостатка горива. Авион је превозио путнике на релацији Сочи-Казањ-Свердловск. | [ 27 ]                      |
| 17. новембар 1951.  | Новосибирск                   | Ил-12П         | CCCP-Л1775          | Москва                                       | Отпис           | 23/23     | Срушио се убрзо након полетања јер се крило заледило. Авион је летео на редовној домаћој путничкој линији Новосибирск-Омск-Москва. | [ 28 ] [ 29 ]               |
| 27. децембар 1951.  | Намцев                        | Лисунов Ли-2   | CCCP-Л4228          | Јакут                                        | Отпис           | 20/20     | Авион је летео на домаћој планираној путничкој линији Јакутск-Виљујск када је принудно слетео 90 km од Иакутск-а због двоструког погоршања мотора због недостатка горива. Авион се сударио са дрвећем и уништен је у ватри. | [ 30 ]                      |
| 9. јануар 1952.     | Волгоград                     | Лисунов Ли-2   | CCCP-Л4315          | Азербејџан                                   | Отпис           | 3/4       | Непознато | [ 31 ]                      |
| 21. фебруар 1952.   | Баратајевка аеродром          | Ил-12          | CCCP-Л1849          | Напредна школа за летење                     | Отпис           | 1/18      | Непознато | [ 32 ]                      |
| 5. април 1952.      | Магдачи                       | Ил-12П         | CCCP-Л1308          | Источни Сибир                                | Отпис           | 6/6       | Непознато | [ 33 ]                      |
| 25. април 1952.     | Карманово                     | Ил-12П         | CCCP-Л1312          | Западни Сибир                                | Отпис           | 8/9       | Срушио се током тренинг лета. Посада је симулирала летење у облацима са једним мотором и пропелером. Авион је изгубио брзину и кренуо да пада улево. Два члана посаде су отрчали до задње стране авиона. Инжењер лета покушао је да помери пропелер у свој нормалан положај и повећао снагу до другог мотора, али авион се срушио близу фарме. | [ 34 ] [ 35 ]               |
| 3. мај 1952.        | Хандига                       | Лисунов Ли-2   | CCCP-Л4602          | Јакут                                        | Отпис           | 4/4       | Авион је летео са теретом на релацији Јакутск-Хандига-Алаиха. Авион је наишао на лоше време и одступио од руте због јаких ветрова. Ушао је у облаке и погодио планину на 1200 m у округу планине Верхојански. | [ 36 ]                      |
| 19. јул 1952.       | Спливе аеродром               | Лисунов Ли-2   | CCCP-Л4197          | Летонија                                     | Отпис           | 4/4       | Срушио се током тренинг лета након двоструког квара мотора, вероватно због лошег управљања системом горива. Током окретања, оба мотора су престала да раде, што је довело до губитка брзине. Авион је заустављен док се окретао улево и срушио се близу аеродрома. | [ 37 ] [ 38 ]               |
| 23. август 1952.    | Члија                         | Ил-12          | CCCP-Л1488          | Далеки исток                                 | Поправљен       | 1/16      | Седамдесет минута након полетања, посада је чула гласан звук и осетила вибрацију. Део лопатице пропелера на десном погону се поломио и пробио је труп, уништавајући хидрауличне водове, каблове за контролу мотора и електричне жице. Сечиво је затим ударило ногу механичара (који је касније умро), а потом се закачило у горње крило По-2 (ЦЦЦП-Т743) који је авион превозио. Мотор је развио вибрације, али није могао да престане да ради. Авион је изгубио надморску висину и морао је принудно да слети на точковима. Авион је летео са путницима на релацији Хабаровск-Николајевск на Амуру-Охотск-Магадан. | [ 39 ] [ 40 ]               |
| 28. септембар 1952. | Белогорск                     | Лисунов Ли-2   | CCCP-Л4673          | Далеки исток                                 | Отпис           | 7/7       | Авион је нестао док је летео на релацији од Хабаровска до Ташкента због поправке, са стајањем у Краснојарску и Новосибирску. Авион је случајно откривен 1967. на планини 158 км од Кемерова. Док је летео од Краснојарск-Новосибирск, авион је наишао на тешке услове залеђивања и турбуленције. Посада је одлучила да изврши принудно слетање, али авион је ударио у дрвеће и срушио се. | [ 41 ]                      |
| 5. октобар 1952.    | Скворици                      | Ил-12П         | CCCP-Л1328          | Север                                        | Отпис           | 31/31     | Оба авиона су учествовала у сударима у ваздуху у близини Скворица. Ил-12 је летео на путничкој релацији од Минск 1 Аеродрома до аеродрома Пулково у Белорусији као лет 376 са 24 путника у авиону и иницирао је спуст на одредишни аеродром. ТС-62 је одлетео са истог аеродрома за Минск као лет 381, са три путника и четири члана посаде. Сви путници у оба авиона су погинули у незгоди. | [ 42 ] [ 43 ]               |
| 5. октобар 1952.    | Скворици                      | ТС-62          | CCCP-Л1055          | Север                                        | Отпис           | 31/31     | Оба авиона су учествовала у сударима у ваздуху у близини Скворица. Ил-12 је летео на путничкој релацији од Минск 1 Аеродрома до аеродрома Пулково у Белорусији као лет 376 са 24 путника у авиону и иницирао је спуст на одредишни аеродром. ТС-62 је одлетео са истог аеродрома за Минск као лет 381, са три путника и четири члана посаде. Сви путници у оба авиона су погинули у незгоди. | [ 42 ] [ 43 ]               |
| 4. децембар 1952.   | Јенисејск                     | Лисунов Ли-2   | CCCP-Л4661          | Краснојарск                                  | Отпис           | 3/19      | Док се уздизао на преко 1.800 м, посада је одлучила да се врати на аеродром због проблема са левим пропелером и звог којег је авион изгубио надморску висину. Мотор је престао да ради, али пропелер је наставио да ради у ваздуху. Авион је наставио да губи надморску висину док није ударио у дрвеће и срушио се, разбијајући труп у три дела. Истрага је закључило да је леви пропелер достигао свој максимум због неправилног одржавања. Авион је летео на редовној домаћој путничкој линији на релацији Дудинка-Јенисејск-Краснојарск. | [ 44 ] [ 45 ]               |
| 23. јануар 1953.    | У близини аеродрома Казањ     | Ил-12П         | CCCP-Л1435          | Западни Сибир                                | Отпис           | 11/11     | Оба авиона су била укључена у судару у ваздуху. Ил-12 је летео са теретом на релацији Казањ-Москва-Новосибирск и само што је полетео из Казана када се сударио са Ли-2, који је био на прилазу ка Казању из Москве. Ли-2 је изгубио свој леви мотор у судару, док је реп од Ил-12 отпао. | [ 46 ] [ 47 ]               |
| 23. јануар 1953.    | У близини аеродрома Казањ     | Лисунов Ли-2   | CCCP-Л4582          | Север                                        | Отпис           | 11/11     | Оба авиона су била укључена у судару у ваздуху. Ил-12 је летео са теретом на релацији Казањ-Москва-Новосибирск и само што је полетео из Казана када се сударио са Ли-2, који је био на прилазу ка Казању из Москве. Ли-2 је изгубио свој леви мотор у судару, док је реп од Ил-12 отпао. | [ 46 ] [ 47 ]               |
| 30. април 1953.     | У близини аердрома Казањ      | Ил-12П         | CCCP-Л1777          | Москва                                       | Отпис           | 1/23      | Упао је у реку Волга услед двоструког квара мотора. Током приближавања Казању, авион је претрпео ударце птица, од којих је једна погодила ветробранско стакло близу дела где су лоцирани магнетни прекидачи за моторе. У жицама прекидача, након ударца, дошло је до кратког споја, што је довело до тога да мотори откажу. Пропелери нису могли да се укључе због губитка електричне енергије. Авион је завршавао свој редован путнички лет на релацији Москва-Казањ. | [ 48 ]                      |
| 27. мај 1953.       | Кемеровска област             | Лисунов Ли-2   | CCCP-A4031          | Источни Сибир                                | Отпис           | 27/27     | Оба авиона су била укључена у судару у ваздуху. Ли-2 је одступио 47 км од планиране руте лета и сударио се са Ли-2Т. Десни пропелер Ли-2Т је улетео у труп Ли-2, разбијајући елерон и поклопац. Реп и лево крило Ли-2 су се одвојили и летелица се распала и срушила. Ли-2Т је изгубио контролу и срушио се 350 м од Ли-2Т; иако су резервоари за гориво пукли приликом ударца, ипак није избила ватра. ЦЦЦП-Л4534 је летео са путницима на релацији Иркутск-Краснојарск-Новосибирск; ЦЦЦП-А4031 је летео зарад снимања фотографија из ваздуха. | [ 49 ] [ 50 ] [ 51 ] [ 52 ] |
| 27. мај 1953.       | Кемеровска област             | Лисунов Ли-2   | CCCP-Л4534          | Источни Сибир                                | Отпис           | 27/27     | Оба авиона су била укључена у судару у ваздуху. Ли-2 је одступио 47 км од планиране руте лета и сударио се са Ли-2Т. Десни пропелер Ли-2Т је улетео у труп Ли-2, разбијајући елерон и поклопац. Реп и лево крило Ли-2 су се одвојили и летелица се распала и срушила. Ли-2Т је изгубио контролу и срушио се 350 м од Ли-2Т; иако су резервоари за гориво пукли приликом ударца, ипак није избила ватра. ЦЦЦП-Л4534 је летео са путницима на релацији Иркутск-Краснојарск-Новосибирск; ЦЦЦП-А4031 је летео зарад снимања фотографија из ваздуха. | [ 49 ] [ 50 ] [ 51 ] [ 52 ] |
| 14. јун 1953.       | Зугдиди                       | Ил-12П         | CCCP-Л1375          | Грузија                                      | Отпис           | 18/18     | На путу до Тбилисија, авион је ушао у грмљавину и муње су удариле авион. То је узроковало неконтролисано падање авиона. Посада је покушала да изврши маневар за опоравак на 300 м, али је то направило прекомерно оптерећење на авиону, што је довело до раздвајања делова спољног крила. Авион се срушио на нос, на падини брда и уништен је ватром. Авион је летео на релацији Москва-Ростов на Дону-Тбилиси. | [ 53 ]                      |
| 6. јул 1953.        | Рушан                         | Лисунов Ли-2   | CCCP-Л4027          | Таџичка Совјетска Социјалистичка Република   | Отпис           | 7/7       | Срушио се у планинском пролазу након што је наишао на низбрдо док је летео превише ниско. Посада је скренула са планирате руте лета када је планински пролаз био превише узак док су летели кроз облаке. Авион је летео на са путницима на релацији Хорог-Душанбе. | [ 54 ]                      |
| 14. октобар 1953.   | Иркутск                       | Ил-12П         | CCCP-Л1727          | Источни Сибир                                | Отпис           | 4/28      | Убрзо након полетања из Иркутска, пилот је погрешно заменио светла на унутрашњим маркерима за авион који се приближавао однапред. Пилот је нагнуо авион оштро удесно како би избегао судар, али се авион зауставио и срушио се 2,5 км од писте. Авион је летео на релацији Москва-Иркутск-Чита-Јужно-Сахалинск. | [ 55 ] [ 56 ]               |
| 21. октобар 1953.   | Минералније Води              | Лисунов Ли-2   | CCCP-Л4890          | Западни Сибир                                | Отпис           | 1/8       | Осамдесет седам минута након полетања из Волгограда на 2.100 м, авион је улетео у снег. Посада није успела да одреди руту правца ка одредишту због радио интерференције. Без дозволе контроле ваздушног саобраћаја, посада је одлучила да се врати у Волгоград и попела се на 3000 м. Када су се нашли у облацима, посада је поставила смер у ком жели да иде, и окренула авион уназад и срушила се на 2.700 м, упркос томе што им је дозвољено да лете само 600 m ниже. Касније је авион налетео на залеђивање и лагани снег, а радио компас је почео да се квари. Посада се спуштала на 1.500 м, а затим се потом спустила до 300 м без дозволе контроле ваздушног саобраћаја. Авион се спустио чак ниже, ударио у камење и струшио се у пољу. Авион је летео са путницима на релацији Свердловск-Волгоград-Минералније Води | [ 57 ] [ 58 ]               |
| 27. октобар 1953.   | Магадан                       | Ил-12П         | CCCP-Л1765          | Далеки исток                                 | Отпис           | 22/27     | Срушио се два минута након полетања са аеродрома Магадан. Крила нису била одмрзнута пре полетања, а преоптерећени авион изгубио је брзину приликом полетања, кренуо да се нагиње на леву, потом на десну страну и касније се срушио 6 км од аеродрома. Авион је летео на редовној путничкој линији Магадан-Охотск-Хабаровск. | [ 59 ]                      |
| 31. октобар 1953.   | У близини аеродрома Харков    | Лисунов Ли-2   | CCCP-Л4732          | Северни Кавказ                               | Отпис           | 15/16     | Срушио се приликом прилаза Харкову. Пилот је спустио авион прениско и изгубио брзину док је скретао удесно и ударио у земљу и срушио се у стамбеној башти између две куће, у селу близу аеродрома; преживели путник је био озбиљно повређен. Посада је претходно прошла обуку инструменталног летења на путничким летовима. Авион је летео са путницима на релацији Ростов на Дону-Харков-Москва. | [ 60 ] [ 61 ]               |
| 4. новембар 1953.   | У близини аеродрома Магдагачи | Ил-12П         | CCCP-Л1367          | Источни Сибир                                | Отпис           | 5/5       | Авион је ударио у дрвеће и срушио се приликом слетања на аеродром Магдагачи. Леви висинометар је постављен погрешно и показивао је надморску висину 55 м већу од стварне надморске висине. Када је авион погодио дрвеће 5.620 м од аеродрома, то је довело до одвајања левог крила. Авион се срушио наопако 358 m од удара и запалио се. Авион је летео са теретом на релацији Иркутск-Чита-Магдагачи-Хабаровск. | [ 62 ] [ 63 ]               |
| 27. јануар 1954.    | Тагкашен                      | Лисунов Ли-2   | CCCP-Л4105          | Јерменска Совјетска Социјалистичка Република | Отпис           | 6/6       | Авион је ударио у планину. Био је разнесен на 18 км због јаких ветрова. Док се спуштао кроз облаке, авион је ударио у источну косину планине Кара-Даг. | [ 64 ] [ 65 ]               |
| 26. август 1954.    | Јужно-Сахалинск               | Лисунов Ли-2   | CCCP-Л4679          | Далеки исток                                 | Отпис           | 26/27     | Ударио је у дрвеће на брду и срушио се наопачке, док се припремао за слетање у Јужно-Сахалинск. Посада је погрешно подесила радио компас на флекфенцију оближњег војног аеродрома уместо одредишног аеродрома, што је узроковало грешку у навигацији. Авион је летео са путницима на релацији Хабаровск-Јужно-Сахалинск. | [ 66 ] [ 67 ]               |
| 27. септембар 1954. | Новосибирск                   | Ил-12П         | CCCP-Л1365          | Западни Сибир                                | Отпис           | 29/29     | Ударио је у дрвеће и срушио се приликом покушаја слетања при лошој видљивости након што је посада скренула са планиране руте лета. Авион је летео у редовној путничкој домаћој линији Јужно-Сахалинск-Новосибирск-Москва. Овај пад се води као најсмртоноснији у коме је Ил-12 био укључен. | [ 68 ] [ 69 ]               |
| 28. октобар 1954.   | Краснојарска Покрајина        | Ил-12П         | CCCP-Л1789          | Москва                                       | Отпис           | 20/20     | Улетео је у страну планине. Авион је летео са путницима на релацији Иркутск-Краснојарск-Москва. | [ 70 ] [ 71 ]               |
| 12. новембар 1954.  | Колцово аеродром              | Лисунов Ли-2   | CCCP-Л4519          | Север                                        | Отпис           | 6/15      | Срушио се приликом полетања. Авион је полетео са закрилцима на 25 степени; након што је био у ваздуху, авион са искривио налево, потом надесно, слушивши се са леве стране близу краја писте и разбио се. Замор посаде је био узрок незгоре. Авион је летео као чартер лет на релацији Санкт Петербург-Москва-Казањ-Свердловск-Омск-Новосибирск. | [ 72 ] [ 73 ]               |
| 5. децембар 1954.   | Алма-Ата                      | Ил-12П         | CCCP-Л1320          | Казахстан                                    | Отпис           | 1/19      | Срушио се убрзо након полетања због пожара мотора. На 100-120 м, леви мотор се запалио, као и пропелер. Авион је изгубио надморску висину и посада је повећала снагу на десном мотору, али је авион наставио да губи брзину и надморску висину. Посада је одлучила да се спусти на војно ваздухопловно поље, али је била сувише ниско. После ударања у неколико дрвећа и у два струјна стуба, авион слетео и клизнап пре него што је упао у опекарску циглу и бетонске остатке. Ватра је настала због лошег одржавања. Авион је летео са путницима на релацији Алма-Ата-Караганди-Москва. | [ 74 ] [ 75 ]               |
| 31. децембар 1954.  | Иркутск                       | Иљушин Ил-14   | Непознато           | Непознато                                    | W/Отпис         | 17/17     | Авион, вероватно Иљушин Ил-14, срушио се приликом полетања са путницима на релацији Пекинг-Кипар. | [ 76 ]                      |
| 13. јануар 1955.    | Московска област              | Лисунов Ли-2   | CCCP-Л5000          | Москва                                       | Отпис           | 5/5       | Недуго након полетања са аеродрома Биково, десни мотор је престао са радом. Посада је повећала снагу на левом мотору, али се авион нагнуо удесно и почео да губи надморску висину. Авион је ударио у дрвеће и срушио се у кућу. Авион је летео са теретом на релацији Москва-Горки (сада Нижњи Новгород) -Свердловск. | [ 77 ] [ 78 ]               |
| 23. јануар 1955.    | Липовец                       | Лисунов Ли-2   | CCCP-Л4510          | Украјина                                     | Отпис           | 3/13      | Срушио се након што се појавила ватра у лету. Двадесет три минута након полетања, путници су могли да осете запаљен мирис и приметили су мрачне мрље на прозору. Када је члан посаде ушао у кабину, избио је пожар и почео да захвата врх кабине. Посада је започела спуштање. Два члана посаде и путник су покушали да угасе ватру, али нису успели. Путници су се преместили у теретни простор, осим путника и члана посаде који је савладао дим, а касније су умрли у ватри. На 400-500 м је подигнута стајни трап. Авион је покушао принудно слетање у поље, док је био у пламену, склизнуо а 1.000-1.200 м пре него што је слетео на обалу смрзнуте реке и запалио се. Авион је летео са путницима на релацији Кијев-Миколајив-Симферопољ. | [ 79 ] [ 80 ]               |
| 8. мај 1955.        | Дњипро                        | Дњипро         | CCCP-Л4098          | Украјина                                     | Отпис           | 4/4       | Распао се у ваздуху и срушио се након турбуленције. Авион је превозио терет на релацији Кијев-Дњипро-Запорожје. | [ 81 ] [ 82 ]               |
| 6. август 1955.     | Вороњеж                       | Иљушин Ил-14   | CCCP-Л5057          | Магаданска област                            | Отпис           | 25/25     | Авион је летео на редовној путничкој линији Сталинград-Москва. Срушио се близу аеродрома Вороњеж након што је скренуо са планиране руте пута након што се мотор запалио који посада није приметила. Ватра је утицала на то падну на 800 м, а касније су се крила одвојила од трупа, што је довело до тога да авион крене неконтролисано да се спушта. | [ 83 ]                      |
| 15. септембар 1955. | Кански рејон                  | Ил-12П         | CCCP-Л1359          | Западни Сибир                                | Отпис           | 7/7       | Контрола саобраћаја није обавестила посаду о олуји која се формирала на линији лета. Авион је улетео у олују и наишао на тешке турбуленције и то је довело до тешког терета на крилима, што је довело до распада авиона. Авион се потом распао наопачке на пољу. Авион је летео на редовној путничкој линији Москва-Краснојарск-Иркутск-Хабаровск. | [ 84 ]                      |
| 28. септембар 1955. | Озерево                       | Лисунов Ли-2   | CCCP-Л4712          | Север                                        | Отпис           | 7/19      | На путу до Лењинграда прави мотор није успио због цурења уља. Пропелер није могао бити оћењен због недостатка уља. Посада је одлучила да изврши хитно слетање на војни аеродром Виползово, али није успела да дође до Виползово контроле летења на 50 минута. Авион је касније изгубио надморску висину и срушио се у пољу кромпира код Озерева. Авион је летео на редовној путничкој линији Москва-Лењинград. | [ 85 ]                      |
| 9. децембар 1955.   | Тордоки Јани                  | Лисунов Ли-2   | CCCP-Л4993          | Далеки исток                                 | Отпис           | 21/21     | Авион је ударио у страну планине. Авион је летео ниско кроз планину Сихоте Алињ као резултат грешаке контроле летења. Авион је изгубио надморску висину и срушио се на југоисточној падини планине Тордоки Јани. Авион је летео на домаћој путничкој линији Јужно-Сахалинск-Хабаровск. | [ 86 ] [ 87 ]               |
| 9. децембар 1955.   | Тјуменска област              | Лисунов Ли-2   | CCCP-Л4339          | Казахстан                                    | Отпис           | 7/9       | Док је у на релацији Свердловску-Петропавловск авион скренуо са курса због јаких ветрова, јачих него што је најављено на прогнози. Као да то није било довољно, радио компас је престао да ради и аеродром Петропавловск је био затворен због лошег времена. Посада је одлучила да се преусмери у Курган, али није могла да успостави контакт са аеродромом и одлучила се вратити у Свердловск, али посада није схватила да је авион одступио северно од линије лета за 120 км. Посада је тада схватила да немају довољно горива да дођу до Свердловска и наставе даље ка Петропавловску, иако је аеродром затворен. Посада је покушала да пронађе Петропавловск, иако су заправо били 215 км североисточно. Авиону је нестало горива, и морао је принудно да слети на точковима у пољу снега у близини железничке линије Омск-Тјумењ. Авион је летео на редовној домаћој путничкој линији Москва-Казањ-Свердловск-Петропавловск-Павлодар-Оскемен. | [ 88 ] [ 89 ]               |
| 21. децембар 1955.  | Балхашко језеро               | Лисунов Ли-2   | CCCP-Л4981          | Казахстан                                    | Отпис           | 6/6       | Осамдесет и шест минута након полетања, посада је пријавила да су жироскопи престали са радом, услед квара у регулатору вакуума. Комуникација са авионом је касније изгубљена; олупина је пронађена следећег дана у снежној пустињи Сарјесик-Атирау 105 км од аеродрома Балхашк. Посада је највероватније постала дезоријентисана након престанка рада жироскопа, а авион се касније срушио. Авион је превозио терет на релацији Алма-Ата-Балхашко језеро-Москва. | [ 90 ] [ 91 ]               |
| 22. април 1956.     | Сухуми                        | Ил-14П         | CCCP-Л1718          | Москва                                       | Отпис           | 6/6       | Авион је летео са теретом на релацији Сухуми-Кутаиси. Убрзо након полетања са аеродрома Сухуми, авион се попео на само 60 m и почео је да се спушта све док није ударио у површину Црног мора. | [ 92 ]                      |
| 26. април 1956.     | Источни Берлин                | Ил-12          | Непознато           | Непознато                                    | Отпис           | 3/6       | Срушио се након што је ударио у торањ цркве у магли док је прилазио аеродрому Шонефелд. Авион, вероватно Иљушин Ил-12, летео је на релацији Варшава-Источни Берлин. | [ 93 ]                      |
| 20. јул 1956.       | Батагај                       | Ан-2T          | CCCP-Л5554          | Источни Сибир                                | Отпис           | 4/6       | Ударио је у планину. Посада је намерно пратила погрешну дисфункцију, летећи на 1400 м. Иако посада није видела земљу, одлучили су да наставе да лете, а не да се окрену. Авион је ушао у облак и одступио од линије лета. Уместо да се окрену, посада се спустила на 1.300 м, а касније се срушила на 1468 m високу планину и запалила се. Авион је летео на релацији Батагај-Депутатски-Батагај. | [ 94 ] [ 95 ]               |
| 20. август 1956.    | Гижига                        | Ан-2T          | CCCP-Л3488          | Магадан                                      | Отпис           | 3/4       | Срушио се на терен док је летео у облацима, 23 km из Гижиге, а потом се запалио. Авион је завршавао летење на аерогеофизичком лету за истраживање. | [ 96 ]                      |
| 16. септембар 1956. | Сјулдјукар                    | Ан-2T          | CCCP-A2582          | Источни Сибир                                | Отпис           | 1/3       | Авион се премештао из Њурбе у Новосибирск ради ремонта. Док је прилазио Ботуобији, посада је одступила од приступног модела. Летећи сувише ниско, , главна опрема за слетање ударила је у обалу реке 1,5 м испод и 43 м од писте, што је довело до престанка рада опреме за слетање. Авион се потом запалио. | [ 97 ]                      |
| 2. новембар 1956.   | Јекатеринбург                 | Лисунов Ли-2   | CCCP-Л4872          | Западни Сибир                                | Отпис           | 2/5       | Срушио се у шуми. Док је прилазио Свердловску, посада је одступила од дрсне стазе због лоше видљивости. Након проласка спољног маркера, оба мотора су се престала са радом на 250 м због губљења горива након што је посада заборавила да помери селектор горива са десног на леви резервоар. Мотори су поново покренути, али било је прекасно. Авион је почео да удара у дрвеће, чиме се лево крило одвојило, авион се срушио у шуми 1.047 м иза спољашњег маркера и распао се. Авион је летео са путницима на линији Москва-Ижевск-Свердловск-Омск. | [ 98 ] [ 99 ]               |
| 18. новембар 1956.  | Аеродром Иркутск              | Ил-14          | CCCP-Л5658          | Источни Сибир                                | Отпис           | 1/5       | Непознато | [ 100 ]                     |
| 9. децембар 1956.   | Анадир                        | Лисунов Ли-2   | CCCP-Л5033          | Далеки исток                                 | Отпис           | 12/12     | Авион је летео са путницима на релацији Лаврентија-Уелкал-Анадир. Посада се спустила кроз облаке, упркос томе што није била свесна положаја авиона и авион се срушио у брду, на падини планине Гора Јоана на 720 м и запалио се. | [ 101 ] [ 102 ]             |
| 29. март 1957.      | Уљановск                      | Лисунов Ли-2   | CCCP-Л4967          | Приволшк                                     | Отпис           | 4/4       | Срушио се након необјашњивог распада у лету. Авион је летео на релацији Самара-Уљановск због фото лета; особље Уљановског аутомобилског постројења је фотографисало авион од земље. | [ 103 ] [ 104 ]             |
| 5. мај 1957.        | Танјурер                      | Ан-2T          | CCCP-Л3807          | Магадан                                      | Отпис           | 0/8       | Срушио се након што је пилот изгубио контролу у стрмом окрету убрзо након полетања. Авион је летео због аерогеофизички испитивања. | [ 105 ]                     |
| 3. јул 1957.        | У близини Ставропоља          | Лисунов Ли-2   | CCCP-Л4825          | Туркменистан                                 | Отпис           | 8/15      | Тридесет и две минуте након полетања, авион је ударио у дрвеће на планини Стрижамент, раздвојио се и запалио се. Авион је ниско летео при лошој видљивости и контрола ваздушног саобраћаја није успео да им помогне да исправе авион. Авион је летео са путницима на релацији Ашхабад-Туркменбаши-Баку-Минералније Води-Краснодар-Симферопољ. | [ 106 ] [ 107 ]             |
| 7. август 1957.     | Магдагачи аеродром            | Ил-12П         | CCCP-Л1828          | Далеки исток                                 | Отпис           | 1/17      | Док су се приближавали Магдагачију, посада је одступила од приступне стазе због јаких ветрова. Авион је летео превише високо и превише се брзо спуштао. Посада није успела да се окрене, а носни точак је ударио у јарбол од слетне светиљке 500 м поред спољног маркера. Авион је погодио још пет слетних светиљки са кокпитом и крилима, пре него што се срушио на писти у пољу. Авион је летео са путницима на релацији Иркутск-Магдагачи-Хабаровск. | [ 108 ] [ 109 ]             |
| 15. август 1957.    | Копенхаген                    | Ил-14п         | CCCP-Л1874          | Москва                                       | Отпис           | 23/23     | Срушио се у луци у Копенхагену након што је ударио у димњаку електране док се приближавао аеродрому Каструп. Авион је летео на релацији Москва-Рига-Копенхаген. | [ 110 ]                     |
| 17. август 1957.    | Кијев                         | Иљушин Ил-14   | CCCP-Л2071          | Украјина                                     | Отпис           | 15        | Оба авиона су била укључена у судар у ваздуху. Ил-14М је вежбао полетања и слетања. На другом полетању, Ил-14М се сударио са Ил-14Г који је прилазио аеродрому Жулиани. Ил-14М-у је престао да ради десни мотор, а десно крило Ил-14Г се одвојило након што је резервоар за гориво експлодирао; Шесторо људи на земљи је такође погинуо кад су олупине пале на две куће. Ил-14М је летео због обуке, а Ил-14Г је летео са теретом на релацији Софија-Кијев. | [ 111 ] [ 112 ] [ 113 ]     |
| 17. август 1957.    | Кијев                         | Ил-14Г         | CCCP-Л1360          | Украјина                                     | Отпис           | 15        | Оба авиона су била укључена у судар у ваздуху. Ил-14М је вежбао полетања и слетања. На другом полетању, Ил-14М се сударио са Ил-14Г који је прилазио аеродрому Жулиани. Ил-14М-у је престао да ради десни мотор, а десно крило Ил-14Г се одвојило након што је резервоар за гориво експлодирао; Шесторо људи на земљи је такође погинуо кад су олупине пале на две куће. Ил-14М је летео због обуке, а Ил-14Г је летео са теретом на релацији Софија-Кијев. | [ 111 ] [ 112 ] [ 113 ]     |
| 30. август 1957.    | Словита                       | Ил-14Г         | CCCP-Л1440          | Украјина                                     | Отпис           | 7/7       | На путу за Кијев, посада је летела у лошим временским условима и при лошој видљивости, и то их присиљавало да прате пут на земљи. Док је летела кроз облаке, посада је изгубила поглед на пут и покушала да лоцира тај пут, али авион се срушио на шумовитом брду. Авион је летео са теретом на релацији Лавов-Кијев-Москва. | [ 114 ] [ 115 ]             |
| 30. септембар 1957. | Акша                          | Ил-12П         | CCCP-Л1389          | Источни Сибир                                | Отпис           | 27/28     | Након полетања из Иркутска, посада је одступила од планиране руте лета. Посада је постала дезоријентисана и није могла да пронађе своју праву дестинацију. Авион је остао са мало горива у покушају посаде да пронађе Читу. Због ниског нивоа горива, посада је одлучила да изврши принудно слетање у близини насеља, али је у четвртом покушају слетања, авион погодио дрвеће на 900 м на брду 3 км југоисточно од Акше и срушио се наопако са друге стране брда. Авион је летео на домаћој планираној рути Москва-Иркутск-Чита-Хабаровск. | [ 116 ]                     |
| 27. октобар 1957.   | Северни пол                   | Ил-12П         | CCCP-H442           | Поларни                                      | Отпис           | 1/6       | Ударио је у су ледене брежуљке 3 км од писте и срушио се након што су прилично лоше слетали због лошег времена. Иако је свих шесторо чланова посаде преживело незгоду, један члан је умро пет дана касније. Остале чланове су 21 сат касније спасили хеликоптером Мил Ми-4. | [ 117 ]                     |
| 2. децембар 1957.   | Хелсинки                      | Ил-14M         | CCCP-Л1657          | Москва                                       | Отпис           | 0/21      | Авион је прелетео писту на слетању, прелетео преко насипа и застао на путу. | [ 118 ]                     |
| 18. децембар 1957.  | Јеврејска аутономна област    | Ил-12П         | CCCP-Л1309          | Источни Сибир                                | Отпис           | 27/27     | Недостао је током првог дела лета унутрашњег редовног превоза путника Хабаровск-Магдагачи-Москва. Авион је пронађен у јуну 1958. на падини планине Поктој, 30 км западно од Биробиџана. Приликом паркирања на аеродрому Хабаровск и током вожње за полетање, кормило је оштећено јаким ветровима. Кормило је престало са радом 26. минута током лета, што је довело до губитка контроле. | [ 119 ]                     |
| 9. јун 1958.        | Магадан                       | Ил-12П         | CCCP-Л1364          | Далеки исток                                 | Отпис           | 24/24     | Ударио у шумовито брдо при лошем времену. Авион се спуштао на 600 м и променио смер према планинском терену. Авион се поново спустио и ушао у облаке. Авион је почео да удара у дрвеће и срушио се у падину од 430 м. Авион је летео на редовној домаћој путничкој линији на релацији Хабаровск-Охотск-Магадан. | [ 120 ] [ 121 ]             |
| 27. јун 1958.       | Бејлаја Лоч                   | Ан-2T          | CCCP-05643          | Магадан                                      | Отпис           | 2/6       | Авион је ударио у брдо, зауставио се и срушио се код Сејмчана током истраживачког лета. | [ 122 ]                     |
| 2. јул 1958.        | Инта                          | Ан-2T          | CCCP-Л3803          | Коми                                         | Отпис           | 4/4       | Ударио је у страну планине на 600 м при неповољном времену, док је летео на релацији Пеленгачи-Казим. | [ 123 ]                     |
| 15. август 1958.    | Чита                          | Тупољев Ту-104 | CCCP-Л5442          | Москва                                       | Отпис           | 64/64     | Док је летео на редовном заказаном лету са путницима на релацији Хабаровск-Иркутс, авион се попео на 12.000 m од 10.800 m након уласка у турбулентни узводни ток, зауставио се, окренуо се и срушио близу Чите. | [ 124 ] [ 125 ]             |
| 5. септембар 1958.  | Јихви                         | Авиа 14П       | CCCP-Л2048          | Естонска Совјетска Социјалистичка Република  | Отпис           | 1/17      | Путник је покушао да отвори авион 30 минута након полетања. Отмичар је предао стјуардеси поруку, која је онда то предала пилоту. Пилот се закључао у кокпиту и узео ватрено оружје. Тада је отмичар покушао да разбије врата кокпита. Посада је пријавила напад и припремила се за хитно слетање. Као одговор на покушаје отварања врата, пилот је запуцао. Пилот је додао пиштољ механичару који је такође испалио пуцње. Инжењер лета је испалио последње метке. Посада није приметила кад су се опушци цигарета запалили. Авион је слетео тако запаљен; сви путници су успели да изађу из авиона, осим отмичара који је погинуо кад је авион изгорео. Авион је летео са путницима на релацији Москва-Лењинград-Талин. | [ 126 ]                     |
| 7. септембар 1958.  | Актјубинска област            | Ил-14П         | CCCP-Л1692          | Киргиска Совјетска Социјалистичка Република  | Отпис           | 27/27     | Авион је ударио у поље при лошем времену. Док је летео, авион је улетео у грмљавину и муња га је погодила, онеспособљавајући пилоте. Удари грома су оштетили контролне каблове са левог крила. Контрола је изгубљена, а авион је скренуо улево и затим је кренуо да пада. Авион је летео на редовној путничкој линији Фрунзе (сада Бишкек)-Актобе-Москва. | [ 127 ]                     |
| 19. септембар 1958. | Имени Лазо округ              | Ил-12п         | CCCP-Л3904          | Далеки исток                                 | Отпис           | 28/28     | Док су летели ка Хабаровску, посада се изгубила ноћу због лошег времена. Контролер није успео да одреди положај авиона. Авион је остао без горива и срушио се у шумовиту падину на 850 м. Авион је летео са путницима на релацији Магадан-Охотск-Хабаровск. | [ 128 ] [ 129 ]             |
| 10. октобар 1958.   | Смјшњаевка                    | Ли-2           | CCCP-84733          | Приволшк                                     | Отпис           | 4/5       | Срушио се током тренинг лета због могућег исцрпљивања горива. | [ 130 ] [ 131 ]             |
| 16. октобар 1958.   | Сукпаи                        | Ли-2           | CCCP-65708          | МАГ СПиВС                                    | Отпис           | Непознато | Непознато | [ 132 ]                     |
| 17. октобар 1958.   | Канаш                         | Ту-104A        | CCCP-42362          | Москва                                       | Отпис           | 80/80     | Авион је летео на путничком незаказаном лету на релацији Пекинг-Омск-Москва. Посада није могла да слети у Москви због магле и преусмерена је у Јекатеринбург. Авион је ишао узводно на 10.000 m и потом се подигао на 12.000 m, застао и улетео у вертикални зарон. Посада је успела да исправи угао нагиба мало на 2.000 m, али је било прекасно. Авион се срушио 27 км западно од Канаш. | [ 1 ]                       |
| 2. новембар 1958.   | Грахово                       | Ли-2           | CCCP-84624          | Украјина                                     | Отпис           | 4/4       | Срушио се након што се запалио током лета. Авион је летео на рути Доњецк-Пенза-Ижевск и превозио терет. Терет се састојао од нитрата цинка који се налазио у стакленим флашама упакованим у гајбе са дрвеним деловима. Током летења, неке бочице су се разбиле. Са системом грејања, нитрат цинка је реаговао са материјалом за паковање унутар држача терета и тако је започела ватра. Ватра се проширила на задњи део авиона. После слетања, нитрат цинка се разградио у азот оксида и кисеоника и запалио је бензинску пару, што је изазвало експлозију. Четири члана посаде су била одувана на око 180 м; ниједан од њих није преживио. | [ 133 ] [ 134 ]             |
| 7. новембар 1958.   | Кримска област                | Авиа 14П       | CCCP-52024          | Азербејџан                                   | Отпис           | 12/12     | Док су били летели на рути између Сочија и Симферопоља, посада је наишла на слабу видљивост и радијске интерференције. Док су прилазили Симферополу, авион је ушао међу облаке. Посада није приметила да је авион одступио на југу од линије лета за 25 км. Тај авион је затим ударио у планину на 900 м око 50 км од Симферпола. Авион је летео са путницима на релацији Баку-Сочи-Симферопољ. | [ 135 ]                     |
| 24. новембар 1958.  | Анадир                        | Ан-2T          | CCCP-Л5676          | Магадан                                      | Отпис           | 0/4       | Срушио се због померања терета. | [ 136 ]                     |
| 7. децембар 1958.   | Волгоград                     | Ил-14M         | CCCP-Л2096          | Северни Кавказ                               | Отпис           | 1/24      | Ударао је у стабла и срушио се код писте при другом приступу ка земљи при лошем времену. Авио је превозио путнике на релацији Вороњеж-Волгоград. | [ 137 ]                     |
| 23. децембар 1958.  | Ташкент                       | Ил-14M         | CCCP-61663          | Узбекистан                                   | Отпис           | 21/21     | Застао и срушио се док је покушавао да се окрене при лошем времену. Авион је летео на домаћој редовној путничкој линији Минералније Води-Ашхабад-Ташкент. | [ 138 ]                     |
| 18. јануар 1959.    | Волгоград                     | Ил-14П         | CCCP-41863          | Азербејџан                                   | Отпис           | 25/25     | Срушио се док је прилазио Волгограду, 5 km од аеродрома. Авион се спустио на 400 m приликом слетања, када је контакт изгубљен; скренуо је удесно, срушио се у снежно поље и запалио. Узрок није утврђен, али авион је можда срушен. Авион је летео на унутрашњој путничкој линији Москва-Вороњеж-Волгоград-Баку. | [ 139 ]                     |
| 19. јануар 1959.    | Непознато                     | Ан-2T          | CCCP-Л1975          | Источни Сибир                                | Отпис           | Непознато | Престао је да ради током полета и срушио се. | [ 140 ]                     |
| 4. фебруар 1959.    | Северо Евенск                 | Ли-2           | CCCP-16192          | Магадан                                      | Отпис           | 0/6       | Срушио се на брду при лошем времену. Посада је одлучила да се спусти кроз облаке упркос томе што није била свесна свог положаја. Авион је ударио у брдо својим десним мотором, наставио да лети још 800 м и на крају у потпуности престао да ради на другом брду 760 м западно од Северо-Евенска. Авион је летео са теретом на релацији Магадан-Северо-Евенск-Гизхига. | [ 141 ]                     |
| април 1959.         | Непознато                     | Ан-2T          | CCCP-Л5569          | Источни Сибир                                | Отпис           | Непознато | Ударио је у насип. | [ 142 ]                     |
| 24. април 1959.     | Новосибирска област           | Ли-2П          | CCCP-84595          | Западни Сибир                                | Отпис           | 5/8       | Током аеромагнетног летења, десни мотор је престао да ради због загушења горива након што је посада заборавила да помери горионик од скоро празног резервоара на други резервоар. Посада је покушала, али није успела да поново покрене мотор. Посада је подигла магнетометарску гондолу и покушала да хитно слети на поље, али авион је изгубио брзину, промашио поље, срушио се у шуми и запалио. | [ 143 ] [ 144 ]             |
| 10. август 1959.    | Хабаровски округ              | Ли-2           | CCCP-54795          | Јакут                                        | Отпис           | 9/9       | Ударио је у шумовит планински нагиб током истраживачког лета. | [ 145 ]                     |
| 2. септембар 1959.  | Москва                        | Иљушин Ил-18   | CCCP-75676          | Москва                                       | Отпис           | 0/56      | Авион се попео на 10.000 м после полетања из Москве. Близу Вороњежа, авион је ушао у грмљавину и добио убрзање до 10.700 м и спустио се на 7.000 м приликом снажног пада. Током овог спуштања, пропелери на два мотора су аутоматски престала да раде. Авион је покушао да се други пут спусти. Посада је преусмерена да хитно слети. Авион је отписан због структурне штете коју је претрпео. | [ 146 ] [ 147 ]             |
| 2. октобар 1959.    | Петропавловск Камчатски       | Ли-2           | CCCP-84448          | Далеки исток                                 | Отпис           | 4/4       | Посада није узела у обзир наносе ветра, што је довело до одступања од 15 км лево од планиране линије лета. Док се авион спуштао кроз облак, авион је ударио на леденик на 2.900 m на северној падини планине Ааг, 42 км северно од аеродрома Халактирка. Авион је превозио терет на релацији Милково-Петропавловск Камчатски. | [ 148 ] [ 149 ]             |
| 23. октобар 1959.   | Москва                        | Ил-14П         | CCCP-41806          | Азербејџан                                   | Отпис           | 28/29     | Срушио се у шуми приликом слетања на аеродром Внуково и запалио се. Док је летео на 900 m, авион је добио одобрење да слети и почео је да се спушта све док није ударио у дрвеће, 1400 m близу писте. Авион је летео на домаћој редовној путничкој линији Баку-Махачкала-Астрахан-Волгоград-Москва. | [ 150 ]                     |
| 27. октобар 1959.   | У близини Караганди аеродрома | Ли-2           | CCCP-84746          | Казахстан                                    | Отпис           | 1/29      | Током другог покушаја слетања у Караганди, авион је изгубио надморску висину и брзину, што је довело до тога да десно крило додирне земљу. Авион се срушио у степи 600 м лево од писте. Авион је превозио путнике на релацији Омск-Екибастуз-Павлодар-Караганди. | [ 151 ] [ 152 ]             |
| 16. новембар 1959.  | Лавов                         | Антонов Ан-10  | CCCP-11167          | Украјина                                     | Отпис           | 40/40     | Срушио се приликом слетаеа на аеродрому Скнилив, 2,1 км од аеродрома, на нос авиона. Посада није могла да поврати контролу и авион се срушио. Авион је летео на домаћој редовној путничкој линији Москва-Лавов. | [ 153 ] [ 154 ]             |
| 29. новембар 1959.  | Иркутск аеродром              | Ил-12          | CCCP-01426          | Источни Сибир                                | Отпис           | 4/4       | Срушио се приликом покушаја слетања при лошој видљивости. Авион је одступио десно од писте и дотакнуо траву. Пилот је увидео грешку и покушао да направити лево окретање, али лево крило је погодило земљу. Авион је ударио два рова, уништавајући део кокпита. Авион је превозио терет на релацији Мама-Киренск-Иркутск. | [ 155 ]                     |
| 13. децембар 1959.  | Бојсун                        | Ил-14П         | CCCP-91577          | Узберкистан                                  | Отпис           | 30/30     | Ударио је у планински терен, 27 km североисточно од Бојсуна, након што је посада одступила од планиране руте како би избегли лоше време. Авион летео са путницима на релацији Кабул-Ташкент. | [ 156 ]                     |
| 17. децембар 1959.  | Вилњус                        | Ли-2П          | CCCP-84587          | Литванија                                    | Отпис           | 1/9       | Срушио се приликом полетања. Пилот није успео да прати поступке полетања, а авион је пао са малим бројем обртаја. Авион се срушио, склизнуо у ров и запалио. Авион је летео на релацији Вилњус-Рига-Санкт Петербург. | [ 157 ] [ 158 ]             |